# Helen Angwin
Helen Angwin (1931) è un'ex tennista australiana.

## Biografia
Durante la sua carriera giunse la finale nel singolare all'Australasian Championships del 1952 perdendo contro Thelma Long in due set (6-2, 6-3). L'anno successivo viene fermata da Dorn Fogarty nei quarti di finale.
In doppio si esibì con Gwen Thiele nel 1953 perdendo contro la coppia, poi vincitrice della competizione, formata da Maureen Connolly e Julia Sampson.